# El Dorado (Angeloの曲)
「El Dorado」（エルドラド）は、Angeloの7作目のシングル。2010年7月28日にミュージックレインから発売された。

## 概要
- MBS・TBS系アニメ『戦国BASARA弐』のエンディングテーマとして使用された。
- DVD同梱の初回限定盤と通常盤に加え、前田慶次、伊達政宗、真田幸村がプリントされた戦国BASARA盤がリリースされた。

## 収録曲

### 通常盤
全曲 作詞・作曲：キリト、編曲：Angelo・福田真一朗
1. El Dorado [4:34]
歌詞は「僕」や「君」等の人物を指す単語をあえて使わず、ただひたすら景色を描いており、絵面や風景を頭の中でイメージさせる意図がある[1]。
今まではソロ活動の時のみキリトがギター演奏をしていたが、この曲のPVでAngeloでもギター演奏が解禁になった[1]。
2. Speak to deep colors [4:46]
死の瞬間がテーマになっており、歌詞の節々に死を意識させる表現があるが、同時に力強さと美しさも感じさせるように描かれている[2]。
3. Nostalgia [4:18]

### 初回限定盤
1. El Dorado
2. Speak to deep colors
3. El Dorado（Instrumental）

### 戦国BASARA盤
1. El Dorado
2. El Dorado （TV edit） [1:33]
3. El Dorado （Instrumental）